# Звёздные войны: Ученик Джедая. Становление силы
«Становление силы», написанная Дэйвом Волвертоном, — первая книга в серии романов для детей, называемая «Ученик джедая». Все остальные книги в серии написаны Джуд Уотсон. Серия повествует о приключениях Куай-Гона Джинна и Оби-Вана Кеноби до фильма «Звёздные войны. Эпизод I. Скрытая угроза».

## Сюжет
До тринадцатилетия Оби-Вана Кеноби остаётся совсем немного времени, но никто так и не взял его в падаваны. Последний шанс стать джедаем — попасть в ученики к приехавшему в храм Куай-Гон Джинну, который, в свою очередь, боится брать нового падавана из-за того, что предыдущий ученик Ксанатос встал на тёмную сторону. Однако, подчиняясь Совету джедаев он ежегодно приезжает посмотреть бои лучших учеников храма. Накануне просмотра Брук Чан, воспользовавшись горячностью Кеноби, выманил его на бой и доложил учителям, что Оби-Ван напал на него и избил. Это событие подтолкнуло Совет исключить Оби-Вана из храма и отправить его досрочно, не дожидаясь тринадцатилетия работать в сельскохозяйственном корпусе. Магистр Йода настоял, чтобы мальчику всё-таки дали шанс показать себя перед Куай-Гоном. Бой понравился джедаю, но он заметил гнев в сердце Оби-Вана и решив, что это чувство может подтолкнуть ученика к тёмной стороне не взял его в падаваны.
Однако судьба свела их вместе, Оби-Ван был направлен на Бендомир в сельскохозяйственный корпус, а Куай-Гон Джинн был вызван туда же хранителем мира. Ещё на корабле они пережили несколько совместных приключений, таких как нападение пиратов и война внутри корабля между группами шахтёров. Мастер Джинн почувствовал связь с Кеноби, которая бывает только между учеником и учителем, однако он ещё не готов принять решение о будущем Оби-Вана.